# Franz Burger (Philologe)
Franz Xaver Burger (* 24. Mai 1880 in Apfeltrach; † 4. April 1933) war ein deutscher Altphilologe und Gymnasiallehrer.
Burger studierte Klassische Philologie an der Universität München, wo er 1904 mit einer Arbeit Über das Verhältnis des Minucius Felix zu dem Philosophen Seneca promoviert wurde. 1905 bis 1908 war er wissenschaftlicher Mitarbeiter am Thesaurus Linguae Latinae und schrieb Artikel für Band 1 bis 4. Danach arbeitete er als Gymnasiallehrer am Alten Realgymnasium in München. Dort war Ernst Heimeran sein Schüler, den er auf die Idee zur Herausgabe einer Reihe mit zweisprachigen Ausgaben antiker Texte brachte, den Tuskulum-Büchern (später Sammlung Tusculum). Den ersten Band mit Oden und Epoden des Horaz gab Burger selbst 1923 heraus.